# كين هوتشرسن
كين هوتشرسن (بالإنجليزية: Ken Hutcherson)‏ هو لاعب كرة قدم أمريكية أمريكي، ولد في 14 يوليو 1952 في أننيستون في الولايات المتحدة، وتوفي في 18 ديسمبر 2013 في ريدموند في الولايات المتحدة بسبب سرطان البروستاتا.

## وصلات خارجية
- كين هوتشرسن على موقع مرجع كرة القدم المحترفة.كوم (الإنجليزية)